# Edward Bishopp (2e baronnet)
Sir Edward Bishopp, 2e baronnet (1602 - avril 1649) est un homme politique anglais qui siège à la Chambre des communes en 1626 et en 1640. Il soutient la cause royaliste dans la guerre civile anglaise.

## Biographie
Il est le fils de Sir Thomas Bishopp (1er baronnet) (en) de Parham Park, Sussex, et de sa seconde épouse Jane Weston, fille de Sir Richard Weston de Sutton Surrey . Il s'inscrit au Trinity College d'Oxford le 22 octobre 1619, à l'âge de 18 ans et est étudiant à l'Inner Temple en 1620 . Il est fait chevalier à Hampton Court le 18 décembre 1625 et devient baronnet à la mort de son père en 1626. En 1626, il est élu député de Steyning.
En 1627, il tue Henry Shirley, le dramaturge, lorsque ce dernier vient chez lui pour percevoir une rente annuelle de 40 £ que Bishopp est obligé de lui payer en vertu d'un legs. Après s'être d'abord échappé, Bishopp est capturé, accusé d'homicide involontaire et condamné à être brûlé à la main. Il est cependant gracié par la suite à condition qu'il verse la rente au frère aîné de la victime, ce qu'il n'a jamais fait. Il est néanmoins nommé shérif du Sussex en 1636 .
En avril 1640, Bishopp est élu député de Bramber au Court Parlement. Il est réélu au Long Parlement en novembre 1640 jusqu'à ce que son élection soit déclarée nulle en décembre. Il soutient le roi pendant la guerre civile et est gouverneur du château d'Arundel au nom du roi en 1643 et est fait prisonnier lors de la reddition du château en janvier 1644. Ses domaines sont séquestrés et il compose en octobre 1644. Il est condamné à une amende de 7 500 £ en octobre 1645, qui est ensuite réduite à 4 790 £ .
Vers 1626, Bishopp épouse Mary Tufton, fille de Nicholas Tufton (1er comte de Thanet) et de Lady Frances Cecil. Lady Frances Cecil est la fille de Thomas Cecil 1er comte d'Exeter) et de Dorothy Neville. Les baronnets Bishopp ultérieurs portèrent le nom de Cecil. Bishopp meurt à l'âge d'environ 47 ans  et est brièvement remplacé dans la baronnie par son fils Thomas, né le 3 décembre 1627. En 1651, Thomas, sa mère Mary et ses sœurs Frances, Diana, Christina et Mary, font appel avec succès pour la levée du séquestre de la partie de la succession de Sir Edward qui est destinée à l'entretien de sa veuve et de ses filles . Thomas meurt célibataire et sans descendance en 1652 et est remplacé par son frère Sir Cecil Bishopp, 4e baronnet (vers 1635 – 3 juin 1705) .